# Torcy, Seine-et-Marne
Torcy je mesto in občina v osrednji francoski regiji Île-de-France, podprefektura departmaja Seine-et-Marne. Leta 1999 je mesto imelo 21.595 prebivalcev.

## Geografija
Kraj leži v osrednji Franciji na levem bregu reke Marne, 40 km severno od Meluna, 21 km vzhodno od središča Pariza.

## Administracija
Torcy je sedež istoimenskega kantona, v katerega so poleg njegove vključene še občine Bussy-Saint-Georges, Bussy-Saint-Martin, Collégien, Croissy-Beaubourg in Ferrières-en-Brie z 38.236 prebivalci. Je del leta 1972 nastalega novega Pariškega predmestja Marne-la-Vallée.
Mesto je tudi sedež okrožja, v katerem se nahajajo kantoni Champs-sur-Marne, Chelles, Claye-Souilly, Lagny-sur-Marne, Noisiel, Pontault-Combault, Roissy-en-Brie, Thorigny-sur-Marne, Torcy in Vaires-sur-Marne s 343.583 prebivalci.

## Zgodovina
Torcy je bil sprva galo-romanska naselbina Torciacum, kasneje Torcy-le-Grand, zatem Torcy en Brie, nakar je dobil sedanje ime.

## Znamenitosti
- cerkev sv. Jerneja,
- Château des Charmettes.

## Pobratena mesta
- Girvan (Združeno kraljestvo),
- Lingenfeld (Nemčija).